# Elisée Reverchon
Elisée Reverchon (1835 - 1914 ) fue un botánico, explorador, y taxónomo francés. Realizó extensísimas expediciones botánicas a España, estableciendo su cuartel general en La Puebla de Don Fadrique, donde se dedicó durante varios años a investigar la flora. También fue estudioso de la Flora de la provincia de Almería.

## Biografía
Era hijo de Maximilien Reverchon y de Fleurine Pétel.
Sus hermanos fueron el famoso botánico y médico Paul-Alphonse Reverchon (1833-1907), así como Julien Reverchon (1837-1905) también eminente botánico.

## Honores

### Epónimos
- (Amaranthaceae) Amaranthus reverchonii (Uline & Bray) Kov. 1978
- (Asteraceae) Leontodon reverchonii Freyn ex Willk. 1893
- (Asteraceae) Palafoxia reverchonii (Bush) Cory 1946
- (Asteraceae) Scorzonera reverchonii O.Debeaux ex Hervier 1905
- (Brassicaceae) Alyssum reverchonii (Degen & Hervier) Greuter & Burdet 1983
- (Brassicaceae) Hormathophylla reverchonii (Degen & Hervier) Cullen & T.R.Dudley 1965
- (Campanulaceae) Lobelia reverchonii B.L.Turner 1950
- (Caryophyllaceae) Silene reverchonii Batt. 1898
- (Cyperaceae) Dichromena reverchonii S.H.Wright 1882
- (Euphorbiaceae) Andrachne reverchonii J.M.Coult. 1894
- (Lamiaceae) Mentha × reverchonii Briq. 1889
- (Lamiaceae) Teucrium reverchonii Willk. 1891
- (Loasaceae) Mentzelia reverchonii (Urb. & Gilg) H.J.Thomps. & Zavort. 1968
- (Melanthiaceae) Narthecium reverchonii Čelak. 1887
- (Orchidaceae) Spiranthes reverchonii (Small) K.Schum. & Cory
- (Poaceae) Muhlenbergia reverchonii Vasey & Scribn. ex Vasey 1892
- (Poaceae) Setaria reverchonii (Vasey) Pilg. 1940
- (Primulaceae) Androsace reverchonii Jord. & Fourr. 1868
- (Violaceae) Viola reverchonii Willk. ex Coincy 1895

- La abreviatura «E.Rev.» se emplea para indicar a Elisée Reverchon como autoridad en la descripción y clasificación científica de los vegetales.[1]